# Loris Reggiani

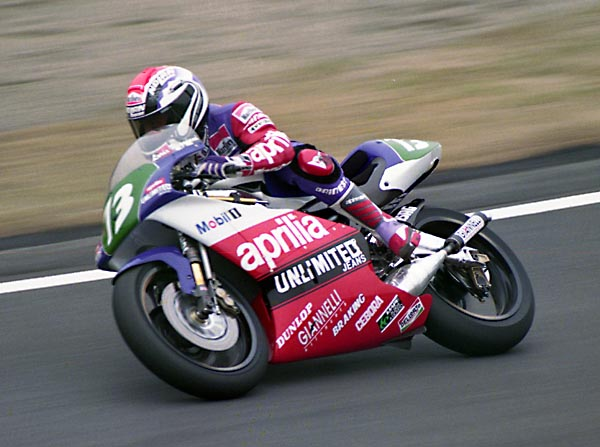
Loris Reggiani op het Suzuka International Racing Course in 1992.

Loris Reggiani (Forlì, 7 oktober 1959) is een Italiaans motorcoureur.
Reggiani maakte zijn debuut in de 125cc-klasse van het wereldkampioenschap wegrace in 1980 op een Minarelli. Al in zijn zesde Grand Prix in Groot-Brittannië behaalde hij zijn eerste overwinning, na in de vier voorgaande races telkens derde te zijn geworden. Hierna reed hij zijn enige race in de 350cc-klasse in de Grand Prix van Tsjechië op een Bimota, waarin hij als zevende eindigde, en maakte in de Grand Prix van Duitsland tevens zijn debuut in de 250cc op een Yamaha. In 1981 keerde hij terug naar de 125cc op een Minarelli en won de races in Joegoslavië en San Marino, waardoor hij achter Ángel Nieto als tweede in het kampioenschap eindigde. Tevens reed hij in de 250cc op een Bimota, maar wist geen grote indruk te maken in deze klasse. In 1982 stapte hij over naar de 500cc op een Suzuki en behaalde in de laatste race in Duitsland zijn enige podiumplaats in deze klasse. Na een teleurstellend 1983 keerde hij in 1984 terug naar de 250cc op een Kawasaki, maar na een jaar stapte hij in 1985 weer over naar een Aprilia. Hier keerde hij in Joegoslavië en San Marino terug naar het podium.
Nadat hij in 1986 op een Yamaha niet in de punten wist te eindigen, keerde Reggiani in 1987 terug naar een Aprilia, waarop hij na podiumplaatsen in Oostenrijk, Joegoslavië, Groot-Brittannië en Zweden in San Marino de eerste coureur werd die een Grand Prix voor het team wist te winnen. Nadat hij deze resultaten niet wist te evenaren in 1988 stapte hij in 1989 over naar een Honda, maar na een podiumplaats in Brazilië keerde hij in 1990 terug naar Aprilia en stond op het podium in de Grand Prix van Frankrijk. In 1991 won hij, na podiumplaatsen in de Verenigde Staten en Spanje, de Grand Prix van Frankrijk en eindigde met nog een podiumplaats in San Marino als zesde in het kampioenschap. In 1992 kende hij zijn beste seizoen met tien podiumplaatsen, waaronder twee overwinningen in Spanje en Frankrijk, waardoor hij achter Luca Cadalora als tweede in het kampioenschap eindigde. In 1993 behaalde hij in Tsjechië zijn laatste Grand Prix-overwinning en met vijf andere podiumplaatsen werd hij achter Tetsuya Harada en Loris Capirossi derde in de eindstand. Hierop keerde hij in 1994 terug in de 500cc, maar wist opnieuw geen grote indruk te maken en nam na 1995 afscheid van de motorsport. Na zijn active racecarrière was hij tussen 2002 en 2012 commentator bij de Grands Prix voor het Italiaanse Rai.